# VII Circoscrizione (Trieste)
La VII Circoscrizione è una delle sette circoscrizioni del comune di Trieste.
Posta a est dal centro cittadino, comprende i rioni di Servola, Valmaura, Chiarbola, Borgo San Sergio, Altura e Cattinara.

## Suddivisione amministrativa
Nel territorio circoscrizionale si trovano 4 rioni triestini. Tuttavia, dati i numerosi cambiamenti amministrativi (dai 28 comuni censuari, alle 12 circoscrizioni, alle attuali 7 circoscrizioni comunali), i confini dei rioni non coincidono con quelli della circoscrizione; sicché la popolazione totale sarà diversa della somma cumulativa dei rioni.

## Consiglio circoscrizionale
Il consiglio circoscrizionale è composto da 20 membri e viene rinnovato ogni 5 anni, parallelamente alle elezioni comunali.
| Consiglio circoscrizionale |
| --- |
| Adesso Trieste 1 Partito Democratico 4 Lista civica di centro-sinistra 2 Lista civica di centro-destra 3 Forza Italia 2 Lega per Salvini Premier 3 Fratelli d'Italia 5 |